# Феррейра, Мануэль
Мануэ́ль (Но́ло) Ферре́йра (исп. Manuel «Nolo» Ferreira; 22 октября 1905, Тренке-Лаукен — 29 июля 1983, Барселона) — аргентинский футболист, нападающий. Серебряный призёр Олимпийских игр 1928 года в Амстердаме. Участник первого чемпионата мира по футболу, на котором он был капитаном сборной Аргентины.

## Карьера
Ноло Феррейра начал карьеру в клубе его родного города «Тренке Лаукен». В 1924 году он перешёл в «Эстудиантес», на что его сподвигли братья Хорхе, Сауль и Рикардо Каландра, партнёры по команде, которые видели футбольный талант Феррейры. Свой дебютный матч Феррейра сыграл с клубом «Спортиво Альмагро», однако не показал высокого уровня игры; ему, однако, доверяли, и вскоре он стал одним из лучших игроков клуба, составив вместе с Алехандро Скопелли, Альберто Сосаей, Мигелем Анхелем Лаури и Энрике Гуаитой составил знаменитую линию нападения клуба, этих пятерых форвардов прозвали «Профессора» (Los Profesores). Затем Феррейра играл за «Ривер Плейт» с 1933 по 1935 год. Завершил карьеру в родном «Эстудиантесе» в 1936 году, получив тяжёлую травму мениска. Всего за «Эстудиантес» в профессиональном футболе Феррейра провёл 81 матч и забил 26 голов.
В сборной Аргентины Феррейра провёл 21 матч и забил 11 голов. Он был капитаном команды, выигравшей серебряные медали на Олимпиаде 1928 года в Амстердаме и серебро чемпионата мира 1930 года в Уругвае. Дважды Феррейра побеждал на чемпионатах Южной Америки, а во второй раз, на первенстве 1929 года, он был признан лучшим игроком турнира. На чемпионат мира 1934 года Феррейра не поехал: его место было занято Бернабе Феррейрой, а быть запасным игроком Мануэль не хотел.
После завершения карьеры игрока, Феррейра работал нотариусом, руководил клубом, был тренером и журналистом. Умер Ноло Феррейра в 1983 году, когда гостил у своих детей, живших в Барселоне.

## Достижения

### Командные
- Чемпион Южной Америки (2): 1927, 1929

### Личные
- Лучший игрок чемпионата Южной Америки: 1929